# كريستيان فوندرليش
كريستيان فوندرليش (بالألمانية: Christian Wunderlich)‏ (و. 1979  م) هو ممثل، ومغني، وكاتب أغاني، وممثل تلفزي ألماني، ولد في كولونيا.

## وصلات خارجية
- كريستيان فوندرليش على موقع IMDb (الإنجليزية)
- كريستيان فوندرليش على موقع ألو سيني (الفرنسية)
- كريستيان فوندرليش على موقع ميوزك برينز (الإنجليزية)
- كريستيان فوندرليش على موقع ديسكوغز (الإنجليزية)
- كريستيان فوندرليش على موقع قاعدة بيانات الفيلم (الإنجليزية)
- كريستيان فوندرليش على موقع كينوبويسك (الروسية)
- كريستيان فوندرليش في قاعدة بيانات الأفلام على الإنترنت